# Contea di Wuding
La contea di Wuding (武定县S, Wǔdìng XiànP) è una contea della Cina, situata nella provincia di Yunnan e amministrata dalla prefettura autonoma yi di Chuxiong.